# Kazuo Koike (scenarioschrijver)
Kazuo Koike (Japans; 小池 一夫, Daisen, Akita, 8 mei 1936 – 17 april 2019) was een mangaka, schrijver en ondernemer. 

## Biografie
In het begin van zijn carrière werkte hij voor Takao Saito als schrijver voor diens serie Golgo 13.
Samen met Goseki Kojima maakte Koike dan de manga Lone Wolf and Cub, en later schreef hij ook mee aan de verfilming van de serie die uitkwam in de jaren 70. Deze film lanceerde Koike en Kojima als succesvolle mangaka.
Ook een andere door Koike geschreven serie, Crying Freeman, geïllustreerd door Ryoichi Ikegami werd in 1995 verfilmd door de Franse regisseur Christophe Gans.
Kazuo Koike stichtte daarna het Gekika Sonjuku, een college om mangaka op te leiden.
Naast zijn gewelddadige, actie-georiënteerde manga schreef Koike ook andere manga, met name golfmanga en mahjongmanga. Koike is zelf een verwoed golfer en professioneel mahjong speler.